# Mernel
Mernel est une commune française située dans le département d'Ille-et-Vilaine en Région Bretagne.

## Géographie

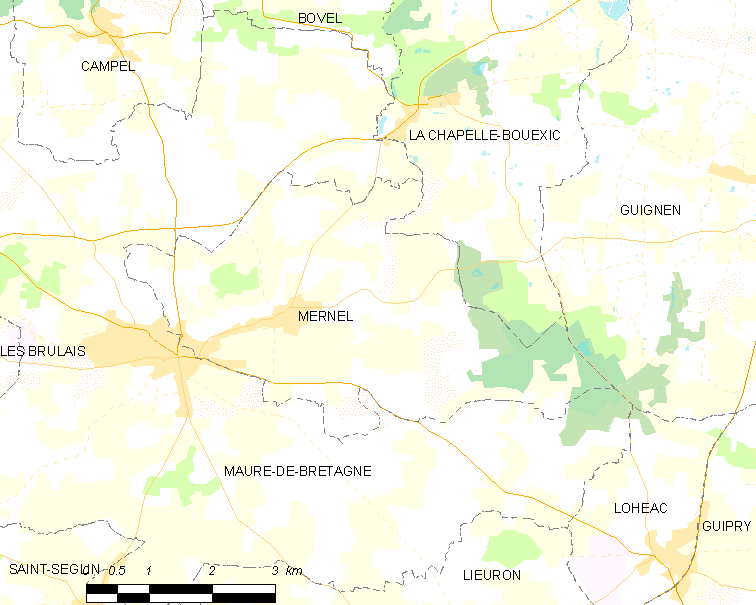
Carte de la commune.

|             | Val-d'Anast | La Chapelle-Bouëxic |
| Val-d'Anast | Mernel      | Guignen             |
|             | Val-d'Anast |                     |

### Hydrographie
Pour un article plus général, voir Réseau hydrographique d'Ille-et-Vilaine.
La commune est située dans le bassin Loire-Bretagne. Elle est drainée par le Combs, le ruisseau du Moulin de maure, le ruisseau de Hamon et le ruisseau de joie,,.
Le Combs, d'une longueur de 22 km, prend sa source dans la commune de Val d'Anast et se jette  dans l'Aff  à Bruc-sur-Aff, après avoir traversé huit communes. 

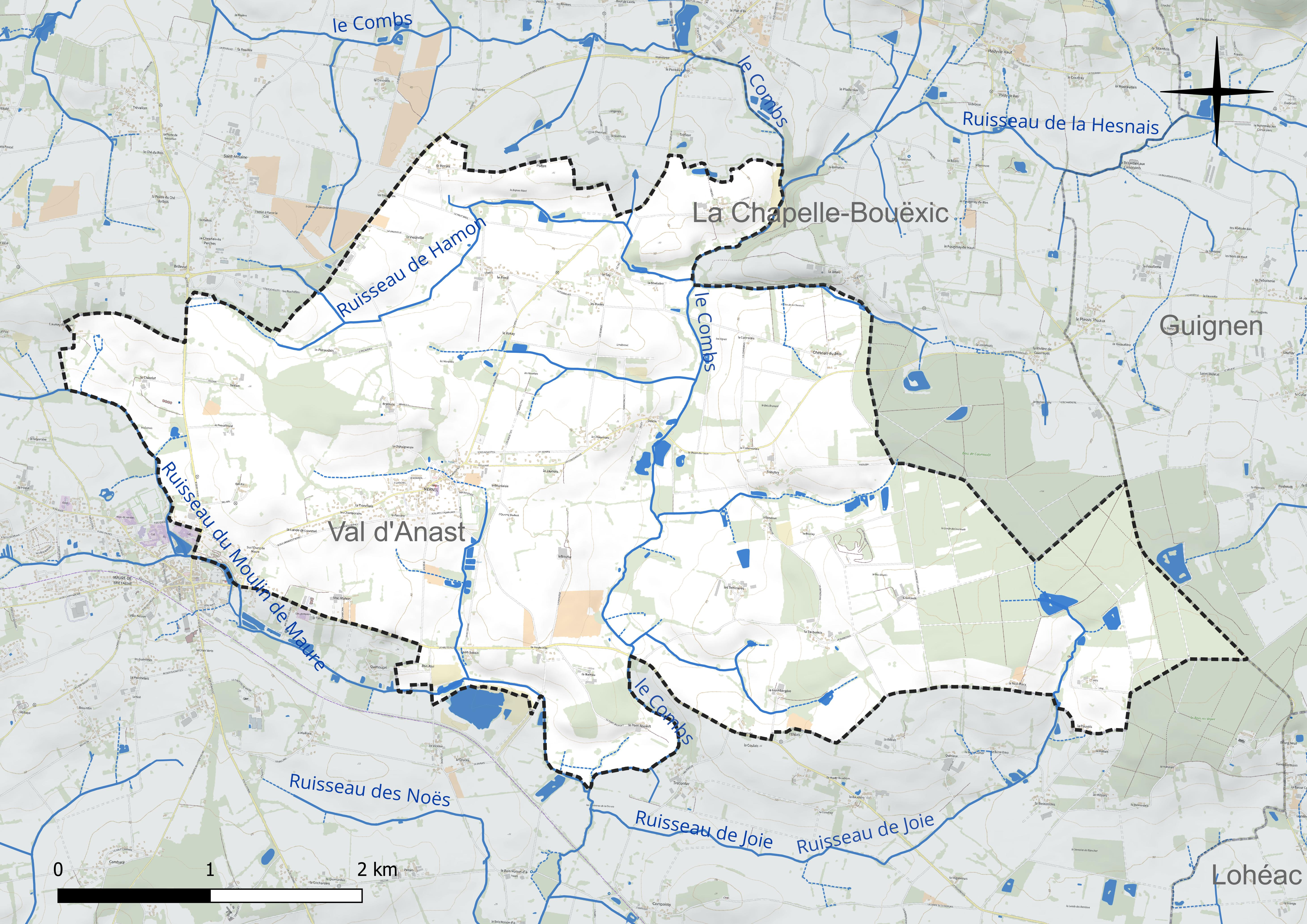
Réseau hydrographique de Mernel.

### Climat
Pour des articles plus généraux, voir Climat de la Bretagne et Climat d'Ille-et-Vilaine.
En 2010, le climat de la commune est de type climat océanique altéré, selon une étude du CNRS s'appuyant sur une série de données couvrant la période 1971-2000. En 2020, Météo-France publie une typologie des climats de la France métropolitaine dans laquelle la commune est exposée à un climat océanique et est dans la région climatique  Bretagne orientale et méridionale, Pays nantais, Vendée, caractérisée par une faible pluviométrie en été et une bonne insolation. Parallèlement l'observatoire de l'environnement en Bretagne publie en 2020 un zonage climatique de la région Bretagne, s'appuyant sur des données de Météo-France de 2009. La commune est, selon ce zonage, dans la zone « Intérieur Est », avec des hivers frais, des étés chauds et des pluies modérées.
Pour la période 1971-2000, la température annuelle moyenne est de 11,5 °C, avec une amplitude thermique annuelle de 13 °C. Le cumul annuel moyen de précipitations est de 785 mm, avec 12,7 jours de précipitations en janvier et 6,2 jours en juillet. Pour la période 1991-2020, la température moyenne annuelle observée sur la station météorologique la plus proche, située sur la commune de Guer à 11 km à vol d'oiseau, est de 12,3 °C et le cumul annuel moyen de précipitations est de 872,7 mm,. Pour l'avenir, les paramètres climatiques de la commune estimés pour 2050 selon différents scénarios d'émission de gaz à effet de serre sont consultables sur un site dédié publié par Météo-France en novembre 2022.

## Urbanisme

### Typologie
Au 1er janvier 2024, Mernel est catégorisée commune rurale à habitat dispersé, selon la nouvelle grille communale de densité à sept niveaux définie par l'Insee en 2022.
Elle est située hors unité urbaine. Par ailleurs la commune fait partie de l'aire d'attraction de Rennes, dont elle est une commune de la couronne,. Cette aire, qui regroupe 183 communes, est catégorisée dans les aires de 700 000 habitants ou plus (hors Paris),.

### Occupation des sols
L'occupation des sols de la commune, telle qu'elle ressort de la base de données européenne d'occupation biophysique des sols Corine Land Cover (CLC), est marquée par l'importance des territoires agricoles (84,3 % en 2018), une proportion identique à celle de 1990 (84,3 %). La répartition détaillée en 2018 est la suivante : 
terres arables (46 %), zones agricoles hétérogènes (32,6 %), forêts (11,6 %), prairies (5,7 %), zones urbanisées (4,1 %). L'évolution de l'occupation des sols de la commune et de ses infrastructures peut être observée sur les différentes représentations cartographiques du territoire : la carte de Cassini (XVIIIe siècle), la carte d'état-major (1820-1866) et les cartes ou photos aériennes de l'IGN pour la période actuelle (1950 à aujourd'hui).

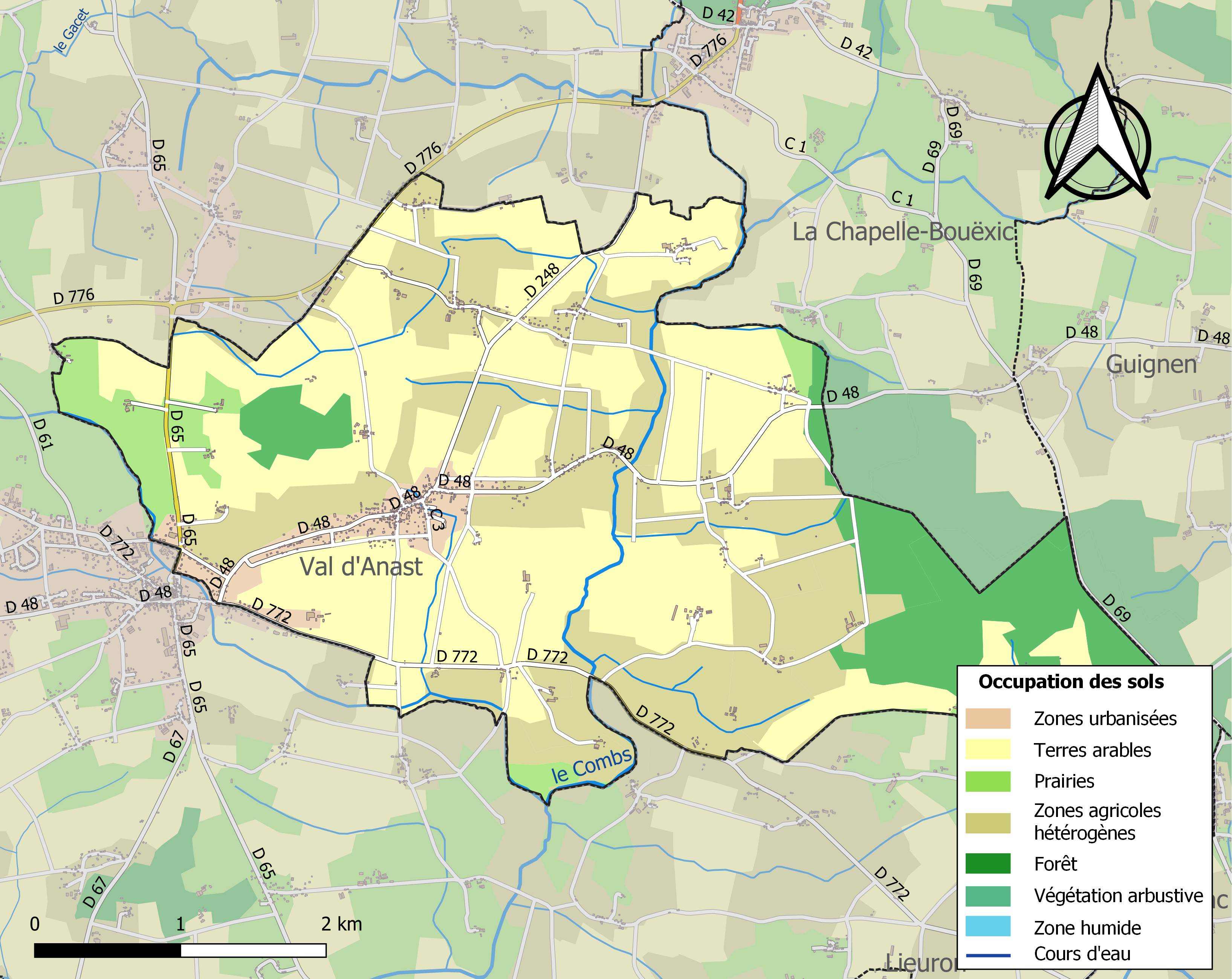
Carte des infrastructures et de l'occupation des sols de la commune en 2018 (CLC).

## Toponymie
Le nom de la localité est attesté sous les formes Mirhenella en 843, Merrenel en 1250, Mesrenel au XVIe siècle.

## Histoire
Le roi de Bretagne Salomon possédait une résidence (aula) sur le territoire de la commune.
Le nom de la commune en gallo est Mernè.

### Héraldique
| Blason | Blasonnement : D'or aux deux chevrons de gueules, au chef du même chargé d'une hermine au naturel colletée du champ. |

## Politique et administration
| Période                                  | Période  | Identité                                             | Étiquette | Qualité                                                                         |
| ---------------------------------------- | -------- | ---------------------------------------------------- | --------- | ------------------------------------------------------------------------------- |
| ca An IV                                 | ca An IV | Thomas Mury                                          |           |                                                                                 |
| An XI                                    | An XI    | Pierre Augustin Joseph Garel du Val de la Vieuxville |           |                                                                                 |
| -                                        | -        | -                                                    | -         | -                                                                               |
| 1945                                     | 1971     | Emile Delanoë                                        | -         | -                                                                               |
| 1971                                     | 1995     | André Coudrais                                       | -         | Agriculteur                                                                     |
| 1995                                     | 2004     | Yvon Cardinal                                        | DVD       | Chef d'entreprise - président de la communauté de communes de Maure-de-Bretagne |
| 2004                                     | 2006     | Pierre Foucault                                      | SE        | Retraité                                                                        |
| 2006                                     | 2014     | Pierre Poisson                                       | -         | Responsable technique                                                           |
| 2014                                     | En cours | Jean-Yves Inizan                                     | DVG       | Artisan retraité                                                                |
| Les données manquantes sont à compléter. |          |                                                      |           |                                                                                 |

## Démographie
L'évolution du nombre d'habitants est connue à travers les recensements de la population effectués dans la commune depuis 1793. Pour les communes de moins de 10 000 habitants, une enquête de recensement portant sur toute la population est réalisée tous les cinq ans, les populations de référence des années intermédiaires étant quant à elles estimées par interpolation ou extrapolation. Pour la commune, le premier recensement exhaustif entrant dans le cadre du nouveau dispositif a été réalisé en 2004.

En 2022, la commune comptait 1 017 habitants, en évolution de −3,05 % par rapport à 2016 (Ille-et-Vilaine : +5,46 %, France hors Mayotte : +2,11 %).
| 1793 | 1800 | 1806 | 1821 | 1831 | 1836 | 1841 | 1846 | 1851 |
| ---- | ---- | ---- | ---- | ---- | ---- | ---- | ---- | ---- |
| 631  | 563  | 643  | 664  | 696  | 769  | 862  | 729  | 751  |

| 1856 | 1861 | 1866 | 1872 | 1876 | 1881 | 1886 | 1891 | 1896 |
| ---- | ---- | ---- | ---- | ---- | ---- | ---- | ---- | ---- |
| 764  | 769  | 766  | 763  | 757  | 820  | 807  | 850  | 862  |

| 1901 | 1906 | 1911 | 1921 | 1926 | 1931 | 1936 | 1946 | 1954 |
| ---- | ---- | ---- | ---- | ---- | ---- | ---- | ---- | ---- |
| 840  | 839  | 818  | 767  | 811  | 841  | 768  | 695  | 656  |

| 1962 | 1968 | 1975 | 1982 | 1990 | 1999 | 2004 | 2006 | 2009 |
| ---- | ---- | ---- | ---- | ---- | ---- | ---- | ---- | ---- |
| 557  | 639  | 636  | 727  | 702  | 754  | 896  | 946  | 964  |

| 2014  | 2019  | 2022  | - | - | - | - | - | - |
| ----- | ----- | ----- | - | - | - | - | - | - |
| 1 039 | 1 012 | 1 017 | - | - | - | - | - | - |

## Lieux et monuments
La commune ne compte aucun monument historique protégé.
L'église Saint-Martin.

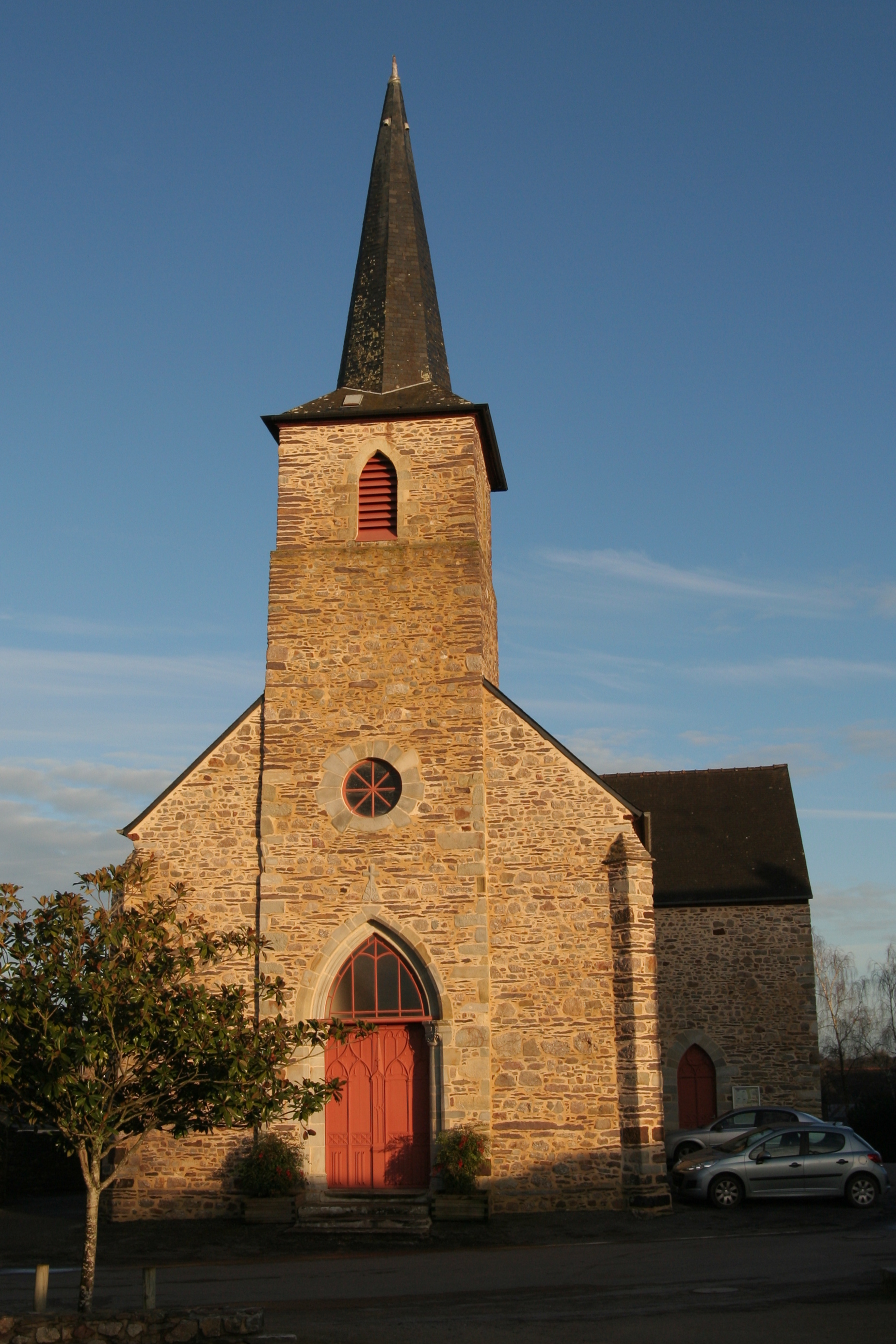
Église Saint-Martin.

Le monument aux morts construit en 1924.

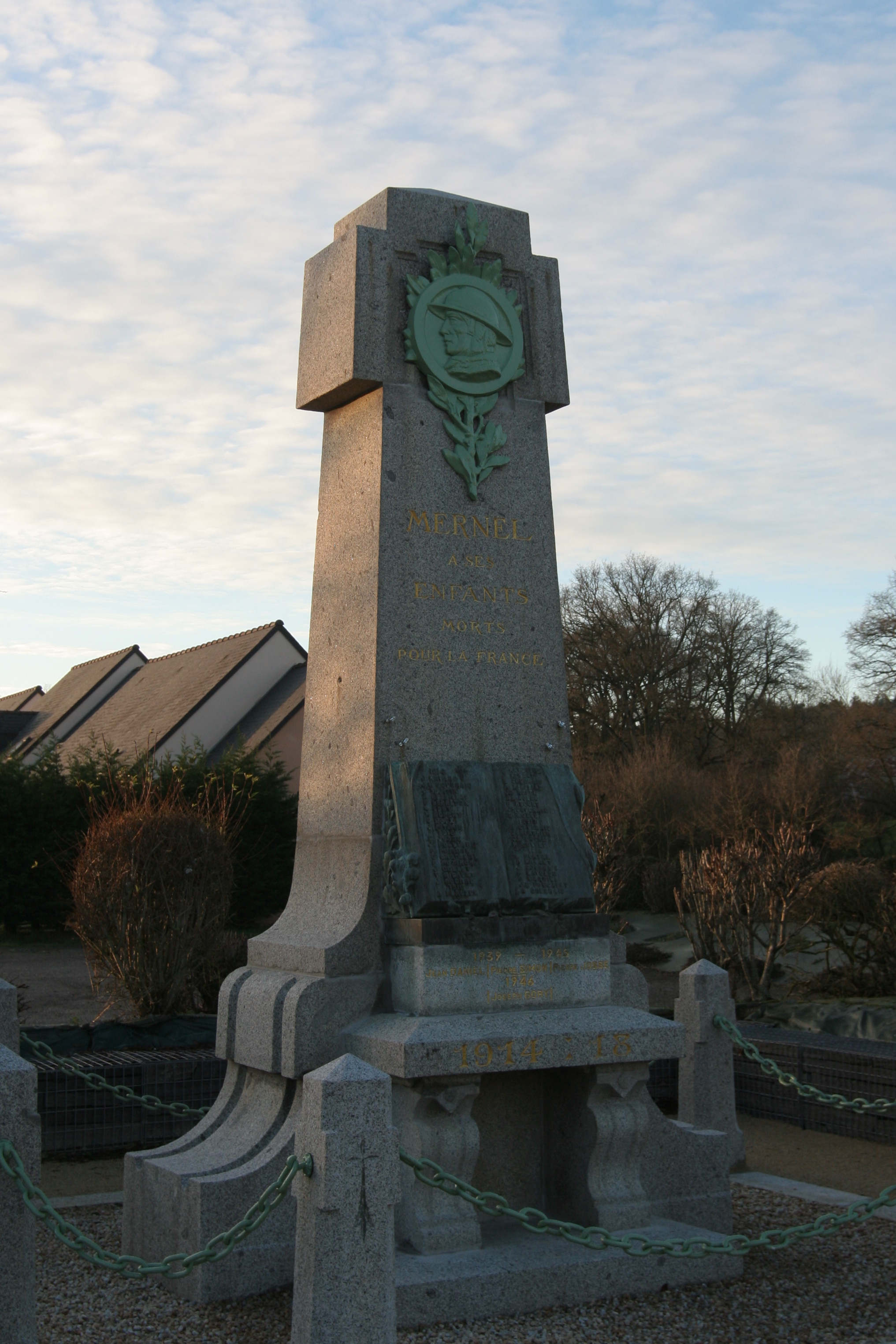
Monument aux morts.